# Председнички избори у Србији 2012.
Избори за председника Републике Србије 2012. су одржани 6. маја 2012. Истог дана, одржани су и парламентарни избори, избори за посланике скупштине Војводине, односно локални избори у оним општинама и градовима где одборницима истиче мандат, али не и на територији Косова и Метохије, чиме су бирачи по први пут после 1992. године излазили на опште изборе.
Петогодишњи мандат председнику Борису Тадићу је истицао 15. фебруара 2013. Према Закону о избору председника Републике, на биралишта мора да се изађе од 30 до 60 дана од дана расписивања избора. Борис Тадић је 5. априла 2012. поднео оставку на функцију председника Републике, чиме је скратио свој петогодишњи мандат, омогућивши тиме одржавање општих избора. Председница Народне скупштине Славица Ђукић Дејановић је истога дана расписала председничке изборе за 6. мај 2012. године и преузела место вршиоца дужности председника Републике до избора новог председника.
Избори су се у суштини сводили на трећи сусрет Бориса Тадића и Томислава Николића, с тим што је у првом кругу поред њих солидан резултат забележио и Ивица Дачић из СПС-а. Тадић је Николића први пут победио у првом кругу, али са освојених 25,3% се морало ићи у други круг. У другом кругу је забележен прилично велики пад излазности у односу на први са око 11,5% и скоро 800.000 бирача. На крају је Николић победио у другом кругу са 49,4% изашлих бирача, и постао нови председник Србије. Занимљиво је да услед великог броја неважећих гласачких листића у другом кругу ни Николић ни Тадић нису пребацили 50%.
Закључно са 8. септембром 2024, ово су последњи председнички избори у Србији у којима је одржан други круг, последњи у којима су ДС и СПС имали кандидата из својих странака и последњи са председничком дебатом у којој је учествовао актуелни председник државе.

## Кандидати
Жребом 20. априла 2012. је одређен редослед председничких кандидата на гласачком листићу:
| Бр. | Кандидат | Кандидат           | Партија | Партија                                       | О кандидату | Број потписа                                             |
| --- | -------- | ------------------ | ------- | --------------------------------------------- | --- | -------------------------------------------------------- |
| 1.  |          | Зоран Станковић    |         | Уједињени региони Србије                      | Тадашњи министар здравља и некадашњи министар одбране. | Предао 12.332 правно ваљана потписа изборној комисији.   |
| 2.  |          | Владан Глишић      |         | Српски сабор Двери                            | стекао звање мастера на Правном факултету Универзитета у Београду | Предао 12.733 правно ваљана потписа изборној комисији.   |
| 3.  |          | Борис Тадић        |         | Демократска странка                           | Председник Демократске странке, борио се за трећи узастопни мандат (други од доношења Устава 2006. године, чиме је упркос укупном ограничењу броја мандата на два, према уставном закону имао права на још једну кандидатуру) | Предао 27.606 правно ваљаних потписа изборној комисији.  |
| 4.  |          | Војислав Коштуница |         | Демократска странка Србије                    | Председник Демократске странке Србије. Кандидовао се трећи пут. | Предао 13.089 правно ваљаних потписа изборној комисији.  |
| 5.  |          | Зоран Драгишић     |         | Покрет радника и сељака                       | Председник Покрета радника и сељака | Предао 11.464 правно ваљана потписа изборној комисији.   |
| 6.  |          | Јадранка Шешељ     |         | Српска радикална странка                      | Супруга Војислава Шешеља. | Предала 15.312 правно ваљаних потписа изборној комисији. |
| 7.  |          | Муамер Зукорлић    |         | Независни кандидат (уз подршку групе грађана) | Муфтија Исламске заједнице у Србији. | Предао 10.653 правно ваљана потписа изборној комисији.   |
| 8.  |          | Даница Грујичић    |         | Социјалдемократски савез                      | Начелница Одељења за неуроонкологију Клиничког центра Србије и редовна професорка на Медицинском факултету у Београду | Предала 11.301 правно ваљаних потписа изборној комисији. |
| 9.  |          | Ивица Дачић        |         | СПС-ПУПС-ЈС.                                  | Председник Социјалистичке партије Србије, тадашњи Министар унутрашњих послова. Кандидовао се други пут. | Предао 15.666 правно ваљаних потписа изборној комисији.  |
| 10. |          | Чедомир Јовановић  |         | Либерално-демократска партија                 | Председник Либерално-демократске партије. Кандидовао се други пут. | Предао 11.006 правно ваљаних потписа изборној комисији.  |
| 11. |          | Иштван Пастор      |         | Савез војвођанских Мађара                     | Председник Савеза војвођанских Мађара, кандидовао се други пут. | Предао 12.533 правно ваљана потписа изборној комисији.   |
| 12. |          | Томислав Николић   |         | Српска напредна странка                       | Тадашњи председник Српске напредне странке. Ово је био трећи пут да се кандидује за председника Србије. | Предао 18.743 ваљана потписа изборној комисији.          |

## Председничка дебата
У првом кругу избора највећи број гласова добио је Борис Тадић са 25,31%, док је на другом месту био Томислав Николић са 25,05% од укупног броја изашлих.
Уочи другог круга председничких избора је 16. маја на РТС-у одржана председничка дебата између Бориса Тадића и Томислава Николића. Дебату је водио новинар Зоран Станојевић. По протоколу који су оба кандидата потписала, редослед излагања је био наизменичан, и одређен је жребом који је тог поднева одржан у згради РТС-а. Николић је одговарао први. Разговарало се о 8 тема, и на сваку је кандидат имао 3 минута да одговори, и по 1 минут за допуну и реакцију. На крају дебате кандидати су имали по 90 секунди за завршну реч. Теме су биле:
- Обојица видите Србију у будућности бољу него данас. На који начин мислите да је промените?[20]
- У спољној политици, која су партнерства у свету, а посебно у региону, кључна за Србију, и шта ћете лично учинити да их даље развијете?[21]
- Какве изазове очекујете по питању Косова и Метохије, и како на њих мислите да реагујете?[22]
- Највећи проблем Србије по мишљењу грађана је велика незапосленост, која је последица дуговечних економских проблема. Какво решење мислите да понудите?[23]
- Корупција је највећа опасност за српске институције, и власт и опозиција се слажу у томе, мада различито виде размере и разлоге за корупцију. Како ћете зауставити корупцију?[24]
- Како бисте степеновали ризике за безбедност Србије? Да ли је то ситуација у свету, да ли је то ситуација у региону, организовани криминал, тероризам, или можда социјални бунт?[25]
- Шта ћете мењати у социјалној политици, образовању, и по питању перспективе младих?[26]
- Обојица се јавно залажете за улазак Србије у Европску унију, али где су Вам докази да ћете Србију тамо увести брже него Ваш противкандидат?[27]

## Резултати
| Кандидат                      | Кандидат                      | Партија                                       | Први круг | Први круг | Други круг | Други круг |
| Кандидат                      | Кандидат                      | Партија                                       | Гласови   | %         | Гласови    | %          |
| ----------------------------- | ----------------------------- | --------------------------------------------- | --------- | --------- | ---------- | ---------- |
|                               | Борис Тадић                   | Демократска странка                           | 989.454   | 26,50     | 1.481.952  | 48,84      |
|                               | Томислав Николић              | Српска напредна странка                       | 979.216   | 26,22     | 1.552.063  | 49,54      |
|                               | Ивица Дачић                   | СПС-ПУПС-ЈС.                                  | 556.013   | 14,89     |            |            |
|                               | Војислав Коштуница            | Демократска странка Србије                    | 290.861   | 7,79      |            |            |
|                               | Зоран Станковић               | Уједињени региони Србије                      | 257.054   | 6,88      |            |            |
|                               | Чедомир Јовановић             | Либерално-демократска партија                 | 196.668   | 5,27      |            |            |
|                               | Јадранка Шешељ                | Српска радикална странка                      | 147.793   | 3,96      |            |            |
|                               | Владан Глишић                 | Српски сабор Двери                            | 108.303   | 2,90      |            |            |
|                               | Иштван Пастор                 | Савез војвођанских Мађара                     | 63.420    | 1,70      |            |            |
|                               | Зоран Драгишић                | Покрет радника и сељака                       | 60.116    | 1,61      |            |            |
|                               | Муамер Зукорлић               | Независни кандидат (уз подршку групе грађана) | 54.492    | 1,46      |            |            |
|                               | Даница Грујичић               | Социјалдемократски савез                      | 30.602    | 0,82      |            |            |
| Укупно                        | Укупно                        | Укупно                                        | 3.733.992 | 100,00    | 3.034.015  | 100,00     |
|                               |                               |                                               |           |           |            |            |
| Важећи гласови                | Важећи гласови                | Важећи гласови                                | 3.733.992 | 95,53     | 3.034.015  | 96,85      |
| Неважећи/празни гласови       | Неважећи/празни гласови       | Неважећи/празни гласови                       | 174.660   | 4,47      | 98.664     | 3,15       |
| Укупни гласови                | Укупни гласови                | Укупни гласови                                | 3.908.652 | 100,00    | 3.132.679  | 100,00     |
| Регистровани бирачи/излазност | Регистровани бирачи/излазност | Регистровани бирачи/излазност                 | 6.749.688 | 57,91     | 6.771.479  | 47,26      |
| Извор:IFES                    |                               |                                               |           |           |            |            |